# Torrejón de Alba
Torrejón de Alba es una localidad española del municipio de Alba de Tormes, en la provincia de Salamanca, comunidad autónoma de Castilla y León. Se integra dentro de la comarca de la Tierra de Alba. Pertenece al partido judicial de Salamanca y a la Mancomunidad Rutas de Alba.

## Historia
La actual localidad de Torrejón de Alba fue creada tras la expropiación decretada en 1956 de parte de los terrenos de El Torrejón por parte del Instituto Nacional de Colonización, con el fin de construir un poblado de nuevo cuño de corte agrícola. Se le otorgó el mismo nombre que a otra población, hoy deshabitada, que se sitúa 300 metros al noreste, donde aún se conservan antiguas edificaciones, y cuya fundación se remonta a los procesos repobladores llevados a cabo por los reyes leoneses en la Alta Edad Media, denominándose en el siglo XIII Torreyón, quedando entonces integrado en el cuarto de Allende el Río de la jurisdicción de Alba de Tormes, dentro del Reino de León en lo civil y de la Diócesis de Salamanca en lo eclesiástico. Con la creación de las actuales provincias en 1833, el Torrejón original, considerado ya despoblado, quedó encuadrado en la provincia de Salamanca, dentro de la Región Leonesa, formando parte del partido judicial de Alba de Tormes hasta su integración en el de Salamanca.

## Demografía

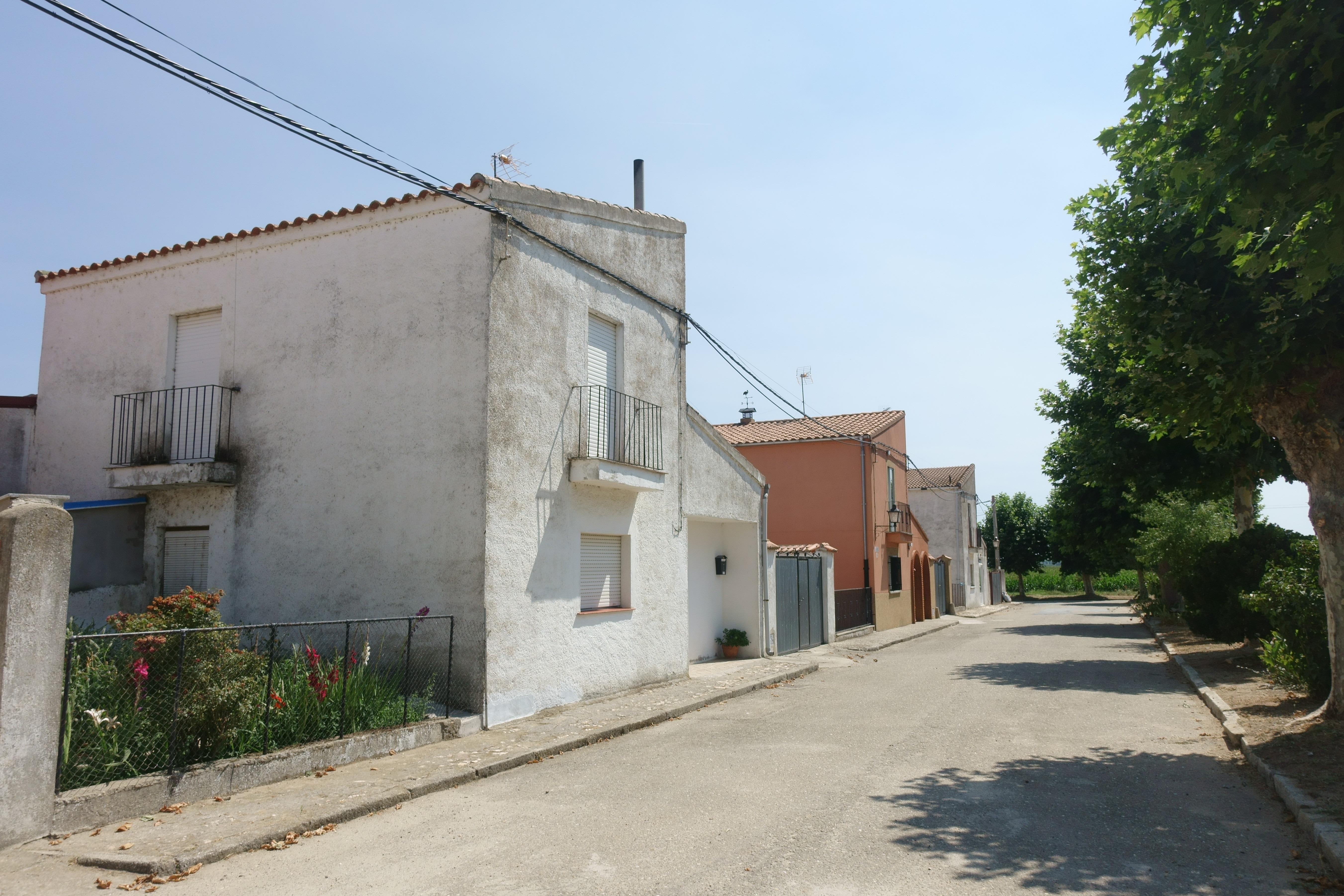
Viviendas

En 2017 Torrejón de Alba contaba con una población de 43 habitantes, de los que 25 eran hombres y 18 mujeres (INE 2017).
| Gráfica de evolución demográfica de Torrejón de Alba entre 2000 y 2017                   |
|                                                                                          |
| Fuente: Instituto Nacional de Estadística de España - Elaboración gráfica por Wikipedia. |